# Ноай, Анн-Жюль де
Анн Жюль де Ноай, 2-й герцог де Ноай (фр. Anne-Jules de Noailles, comte d'Ayen puis 2e duc de Noailles; 5 февраля 1650[…], Париж — 2 октября 1708[…], Версаль) — герцог, маршал Франции (1693 год). Принадлежал к одному из известнейших и знаменитых родов Франции, всегда преданному правительству.

## Биография
В возрасте 15 лет участвовал в осаде Марсаля в Лотарингии, а в 1665 году находился в звании бригадира (сержанта) лейб-гвардии во вспомогательных войсках, посланных Людовиком XIV в Голландию против мюнстерского епископа.
Три года спустя Ноай получил должность первого капитана этой гвардии, назначенную ему ещё при рождении и сохранял её до 1670 года, когда последовали завоевания Франш-Конте и Лотарингии.
В кампанию 1675 года был адъютантом Людовика XIV и отличился необыкновенным мужеством, особенно при взятии Маастрихта.
Когда его отец снял с себя занимаемые должности и достоинства, то король пожаловал Ноай титул герцога, пэра Франции и назначил губернатором Руссильона.
В 1680 году командовал королевской лейб-гвардией во Фландрии, усмирил в 1681 году восстание в Лангедоке и получил за это чин генерал-лейтенанта.
Самым блистательным временем в его жизни был период 1689—1694 годов, когда он в звании генерал-аншефа командовал в войсками в Руссильоне и Каталонии. Взятие Кампретона, Рибалы, Ургаля и Розаса принесли ему в 1693 году маршальский жезл, а победа на реке Тере 27 мая 1694 года должность вице-короля Каталонии. В июне того же года он приступом овладел Паламосом и Жироною, а вскоре после этого Госталрихом и Кастелфолитом, но в конце данной кампании болезнь вынудила его сдать командование герцогу Вандому и отбыть во Францию.
В 1700 году Ноай и герцог Бовилье сопровождали Филиппа Анжуйского до границы с Испанией. После этого Ноай вёл частную жизнь в Версале, где и умер в 1708 году.
Кавалер орденов Святого духа (1688 год) и Святого Людовика (1693 года)

## Семья
От своей супруги Марии-Франсуазы (1656—1748), дочери герцога де Бурнонвиля, имел 18 детей:
1. Мария-Кристина (1672—1748), жена (с 1687) герцога Антуана V де Грамона (1671—1725), маршала Франции.
2. Луи-Мари (1675—1680)
3. Луи-Поль (1676—1683)
4. Мария-Шарлотта (1677—1723), жена (с 1696) Мало, маркиза де Коткен.
5. Адриан Морис (1678—1766), наследовал титул и достоинства отца, отличился способностями и храбростью, и в 1734 году также стал маршалом.
6. Анна-Луиза (1679—1684)
7. Жан-Анн (1681—1685)
8. Жюли-Франсуаза (1682—1698)
9. Люсия-Фелицита (1683—1745), жена (с 1698) Виктор Мари д’Эстре (1660—1737), маршала Франции.
10. Мария-Тереза (1684—1784), жена (с 1698) Шарля-Франсуа де Лабом-Леблана, герцога де Лавальера
11. Эммануэль-Жюль (1686—1702)
12. Мария-Франсуаза (1687—1761), жена (с 1703) Эммануэля де Бомануара, маркиза де Лавардин.
13. Мария-Виктория (1688—1766), жена (с 1707) Луи де Пардайан де Гондрена (1688—1712), позже жена (с 1723) Луи-Александра де Бурбона, графа Тулузского.
14. Мария-Эмилия (1689—1723), жена (с 1713) Эммануэля Русселе, маркиза Шаторено.
15. Жюль-Адриан (1690—1710)
16. Мария-Урания (1691—?), монахиня
17. Жан-Эммануэль (1693—1725)
18. Анна-Луиза (1695—1773), жена (с 1716) Франсуа Ле Теллье, маркиза Лувуа (ум. 1719), и маркиза Жака-Ипполита де Манчини (1690—1759)